# 회절격자

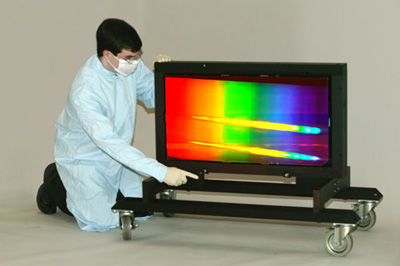
대형 회절격자(반사식).

회절격자(回折格子, diffraction grating)는 광학에서 빛을 입사시키면 여러 다른 방향으로 빛살을 회절시키는 도구이다. 회절 방향은 격자의 배치와 빛의 파장에 따라 달라진다. 이러한 성질을 이용하여 단색기나 분광기에 회절격자가 쓰인다.

## 같이 보기
- 프라운호퍼 회절
- 프레넬 회절
- 그리즘
- 존 플레이트